# Kanton Le Mas-d'Azil
Kanton Le Mas-d'Azil (francouzsky Canton du Mas-d'Azil) je francouzský kanton v departementu Ariège v regionu Midi-Pyrénées. Tvoří ho 14 obcí.

## Obce kantonu
- La Bastide-de-Besplas
- Les Bordes-sur-Arize
- Camarade
- Campagne-sur-Arize
- Castex
- Daumazan-sur-Arize
- Fornex
- Gabre
- Loubaut
- Le Mas-d'Azil
- Méras
- Montfa
- Sabarat
- Thouars-sur-Arize